# La Habra Heights
La Habra Heights is een plaats (city) in de Amerikaanse staat Californië, en valt bestuurlijk gezien onder Los Angeles County.

## Demografie
Bij de volkstelling in 2000 werd het aantal inwoners vastgesteld op 5712.
In 2006 is het aantal inwoners door het United States Census Bureau geschat op 5970, een stijging van 258 (4,5%).

## Geografie
Volgens het United States Census Bureau beslaat de plaats een oppervlakte van
16,0 km², geheel bestaande uit land.

## Plaatsen in de nabije omgeving
De onderstaande figuur toont nabijgelegen plaatsen in een straal van 8 km rond La Habra Heights.